# Slisse & Cesar (VTM)
Slisse & Cesar is een Vlaamse komische reeks die van 1996 tot 1999 op VTM heeft gelopen.
In deze reeks staat de vriendschap tussen de rijke verzekeringsmakelaar Slisse en de simpele Cesar centraal. Andere personages zijn Slisses vrouw Melanie, zijn kinderen Rik, Jan en Tinneke en de eeuwige facteur die altijd om een druppel jenever komt bedelen. De meid Valerie en Slisses schoonzoon Joe maken ook deel uit van de hoofdrolspelers. De reeks wordt in het Antwerps vertolkt.
Op TV1 liep er al eerder een reeks van Slisse & Cesar in 1978 met gelijkaardige rollen in andere verhalen.

## Verhaal

### Seizoen 1
Sander Slisse verhuist met zijn vrouw Melanie en zijn kinderen Tinneke, Rik en Jan naar een mooie, nieuwe, luxueuze villa in Mortsel. De meid Valerie die al 20 jaar in het vorig huis voor de familie Slisse werkte, gaat ook aan de slag in de nieuwe villa. Valerie is nog vrijgezel en woont nog bij haar oude moeder in. Melanie is een bazige huisvrouw die regelmatig migraine heeft. Sander is verzekeringsagent. De verhuizers kregen hulp van iemand die hen in het zwart hielp, Cesar. Hij staat eigenlijk op de ziekenkas en mag niet bijklussen. Na al die jaren komen Sander en Cesar elkaar terug tegen. Cesar is arm en woont in de buurt van Sanders nieuwe huis. Het was van in het leger geleden dat ze elkaar gezien hadden. Cesar heeft een geit, een kat, kippen en konijnen en hij heeft ook een moestuintje.
De facteur komt regelmatig langs om zijn borrel jenever te drinken en kent veel over computers en homeopathische geneesmiddelen en zalven, zijn vrouw heet Sophia. Rik is beroepsmilitair en heeft net 3 maanden verlof. In café "Het Hoeksken" werkt Rosse Rita met wie Rik sporadisch het bed deelt. Rik, Jan en de facteur gaan in Het Hoeksken regelmatig iets drinken. Tinneke werkt in een winkel en haar vriend Joe Flour werkt in een telefoonbedrijf. De ouders van Joe zijn ook rijk, Joe zijn vader is ingenieur. Jan studeert voor kok.
Cesar komt regelmatig over de vloer bij Sander en ze worden terug de beste vrienden. Ze spelen pingpong in de living tot ergernis van Melanie. Cesar kan niet lezen of schrijven en is ook niet van de slimste. Melanie is altijd chic gekleed een voelt zich soms beter dan andere mensen, ze interesseert zich erg in geld en rijkdom. Sander luistert graag naar klassieke muziek. Er wordt ook regelmatig ruzie gemaakt over de televisie. Sander, Rik en Jan willen naar de voetbal zien, terwijl Melanie graag Tien Om Te Zien en soaps ziet. Melanie is ook een grote fan van Luc Steeno.
Tinneke kondigt aan dat ze zwanger is. Haar vriend Joe heeft de gewoonte om altijd koekjes te eten. Jan, Rik, Sander, Cesar, Joe en de facteur kaarten regelmatig in de living. De facteur die veel over gezondheid weet geeft soms allerhande trainingslessen. Tinneke is snel jaloers. De moeder van Joe en Melanie brengen de voorbereidingen van het huwelijk tussen Tinneke en Joe in orde dat binnen 3 maanden plaatsvindt. Maar dan ineens wil Tinneke niet meer trouwen omdat Joe veel te jaloers is. Uiteindelijk leggen Tinneke en Joe het terug bij. Tinneke en Joe trouwen en verhuizen naar een studio. Joe is nogal gierig. Hij is ook een bangerik en valt voor het minste flauw.
Op een rommelmarkt ziet Sander een kader waar een foto van zijn vader Miel in zit en koopt hem. Hij hangt deze kader in de living omhoog. Regelmatig praat hij tegen de foto van zijn vader. Sander en Cesar hebben soms kinderachtige streken, zo spelen ze bijvoorbeeld soldaatje. Melanie wordt er zot van. Jan slaagt voor zijn eindexamen als kok. Rik vertrekt voor een paar maanden op missie naar Badongo en neemt van iedereen afscheid. Tinneke bevalt van een dochter Marianne, Melanie wordt de meter en de vader van Joe wordt de peter. Na haar bevalling is Tinneke op zoek naar werk. Een tijd later komt Rik terug van Badongo. Jan vindt werk als kok.

### Seizoen 2
Tinneke vindt bureauwerk op een transportbedrijf. Melanie en Sander zijn 24 jaar getrouwd. Als verrassing wil Tinneke een feest voor hen geven. Ze gaat ook de zus van Melanie, tante Clara en haar man nonkel Marcel uitnodigen. Melanie en Clara hebben al een tijd ruzie en Tinneke hoopt hen op het feest te verzoenen. Clara is al even bazig als Melanie en Marcel ligt onder de sloef van Clara. Sander kan zijn schoonzus Clara niet verdragen en noemt haar op het feest een tang, Clara en Marcel stappen het af. Sander zit soms op de kap van Joe en heeft soms de neiging om Joe een mot te geven als Joe een stommiteit uitgestoken heeft. De ouders van Joe komen nu ook af en toe kaarten met Sander en Cesar.
Omdat Sander bij het hoofdkantoor 20 jaar is aangesloten, geeft het hoofdkantoor hem zeven reistickets om aan zijn klanten uit te delen. Sander wil het eerlijk doen met een wedstrijd waaraan alle klanten kunnen deelnemen. Er wordt echter vals gespeeld waardoor Melanie, Valerie, Rik, Jan, Joe, Tinneke en de facteur winnen. Joe kan door zijn werk niet meegaan en daardoor gaat Cesar in zijn plaats mee. Tinneke wil Joe en Marianneke niet alleen laten en blijft bij hen. Het hoofdkantoor wil dat Sander mee gaat met zijn klanten. Door zijn grote vliegangst probeert Sander van alles om niet mee te moeten gaan, maar uiteindelijk vertrekken Melanie, Valerie, Rik, Jan, Cesar, Sander en de facteur naar de Dominicaanse Republiek. Cesar en Sander raken vermist, hun bootje is op een onbewoond eiland terechtgekomen. Iedereen is ongerust maar uiteindelijk worden ze na twee dagen terug gevonden. Na een verder probleemloze reis keert het gezelschap terug naar huis.
Tinneke en Joe zijn één jaar getrouwd. Clara en Melanie hebben hun ruzie bijgelegd. Nu Melanie ongeveer twee jaar in het nieuwe huis woont geeft ze een juwelendemonstratie voor de buren. Dit draait echter uit op een sisser doordat Sander en Cesar dronken toekomen en de demonstratie verstoren. Melanie zaagt rond Sander zijn oren om hun oud huis te verkopen omdat verhuren te weinig op brengt. Dat huis is echter het ouderlijke huis van Sander. Tinneke is haar werk kwijt. Melanie en Clara moeten naar de notaris gaan omdat hun nonkel Achilles Van Den Berghe overleden is. Melanie maakt al de wildste plannen over wat ze met het geld van de erfenis wil doen. Clara en Melanie erven elk echter enkel maar een oude kast. Nonkel Achilles heeft alles weggegeven aan een rusthuis en een goed doel. Tinneke vindt nieuw werk, enquêtes aan huis verkopen. Sander wint een ezel met een tombola en noemt hem Fons. Hij verkoopt Fons aan een boer. Bij Sander wordt alles moderner, er wordt een nieuwe telefoon geïnstalleerd met een antwoordapparaat, een videofoon en vier intercoms.

### Seizoen 3
Van Der Kerken is al jarenlang een concurrent van Sander in de verzekeringen en pikt soms klanten in van Sander. Van Der Kerken wil Sander spreken en Sander denkt dat Van Der Kerken de strijdbijl wil begraven. Maar integendeel, Van Der Kerken wil Sander geld geven om zijn verzekeringszaak te kopen. Sander weigert dit en ze maken ruzie. Van Der Kerken zegt dat er van Sander zijn zaak binnen de twee maanden geen sprake meer zal zijn, al moest hij het hele huis van Sander laten ontploffen en Sander zet hem aan de deur. Ook Melanie kan Van Der Kerken en zijn vrouw hun bloed drinken.
Melanie is de voorzitster van de vriendenclub van de coiffeur. Er zijn echter nieuwe voorzittersverkiezingen. Melanie is er zeker van dat ze zal herverkozen worden. De leden verkiezen echter Mia van de apotheek tot nieuwe voorzitster en Melanie is razend. Joe en Tinneke kopen een stuk bouwgrond. Sander viert zijn vijftigste verjaardag. Cesar krijgt een brief waarin staat dat ze zijn huis dat hij huurt van het OCMW willen onteigenen. De rijke Verspreet wil het laten afbreken om er een appartement op te zetten. Als er iemand komt om grondstalen op te nemen kan Cesar hem echter verschalken doordat hij olie op zijn grond gegoten heeft. Verspreet wil geen vergiftigde grond kopen en dus kan Cesar in zijn huis blijven wonen. Clara en Marcel komen nu ook af en toe kaarten met Sander en Melanie.
Sander heeft een buitenverblijf gekocht. Zo kan hij de rust wat opzoeken als het te druk is in huis. Hij en Cesar kunnen in het buitenverblijf pingpongen zonder het gezaag van Melanie rond hun oren. Melanie is razend dat Sander achter haar rug het buitenverblijf gekocht heeft. Sander, Melanie, Tinneke, Joe, de vader van Joe, Cesar en Melanie maken kennis met Sophia, de vrouw van de facteur. Tante Julia, de tante van Clara en Melanie die in Spanje woont en daar een appartement heeft komt logeren. Het is de bedoeling dat ze eerst 2 dagen bij Melanie zal logeren en daarna 2 dagen bij Clara. Clara en Melanie zijn op haar appartement uit en willen in haar testament staan. Ze willen haar zo goed mogelijk verzorgen omdat ze geen kinderen heeft en maken er ruzie over. Tante Julia is heel erg bazig en doet soms moeilijk. Sander wordt er gek van. Tante Julia wil langer in Mortsel blijven. Maar ineens denkt ze er aan dat ze haar gesneden kater Tarzan vergeten eten te geven is voor ze vertrok en ze keert terug naar Spanje.
Sander en Melanie zijn 25 jaar getrouwd en geven een groot feest. Iedereen is aanwezig: Jan, Rik, rosse Rita, Tinneke, Marianne(ke), Joe, de ouders van Joe, Clara, Marcel, Cesar, Valerie, de facteur en Sophia. Rocco Granata komt zingen en Melanie en Sander beleven de avond van hun leven. Cesar doet alsof hij op sterven ligt en Sander loopt er met zijn beide voeten in. Sander heeft Cesar al zo dikwijls gefopt en nu zijn de rollen omgedraaid. Ze lachen er eens goed om en zo eindigt de serie van Slisse en Cesar.

### Citaten
- Als Sander aan Cesar iets vraagt, dan antwoordt Cesar: "Weette gij het Slisse?", Sander antwoordt dan: "Ja, ik weet het.", waarop Cesar antwoordt: "Waarom vraagdet dan?"
- Sander stelt soms de vraag aan Cesar: "Cesar, weette wa gij zijt?" dan antwoordt Cesar: "Ja, Slisse.", Sander antwoordt dan: "Cesar, ge zijt een kieken!" of "Een kieken, da zijde gij!"
- Cesar vraagt soms aan Sander: "Is dat een strikvraag, Slisse?", waarop Sander ja of nee antwoordt, dit wordt dan meestal weer gevolgd door: "Weette gij het Slisse?", ...
- Melanie noemt Sander: "Een sjamfoeter", als hij weer achter haar rug iets uitgestoken heeft.
- Melanie haar troetelnaam voor Sander: "Mijn motteke".
- De facteur: "Amai, mijn klak."
- Sander en Cesar gebruiken soms het woord: "rietepetiet". Rietepetiet betekent onmiddellijk.
- Sander als hij absoluut niet akkoord is: Nee, nee en nee is nee!
- Sander zijn troetelnaam voor Melanie: "mijn pronte bollendoos".
- Melanie als ze gek wordt van Sander: "Boebelen krijg ik van diene vent".
- Soms wordt de uitdrukking "De pist in zijn" gebruikt, wat weg zijn betekent.
- Als Melanie vindt dat Sander zich abnormaal gedraagt zegt ze: "Sander, gij hebt nu toch echt molekes."

## Personages

### Hoofdrolspelers
- Sander Slisse: Walter Rits
- Cesar: Walter Smits
- Melanie Slisse: Liliane Dorekens
- Rik Slisse: Jesse Van Gansen
- Jan Slisse: Hugo Vanden Bremt
- Tinneke Slisse: Jaela Cole
- Joe Flour: Koen De Ruyck
- Valerie: Nicole Lauwaert
- Facteur: Bruno Schevernels

### Belangrijke bijrollen
- Meneer Flour, vader van Joe: André Pauwels
- Madame Flour, moeder van Joe: Brigitte Boisacq
- Tante Clara, de zus van Melanie: Magali Uytterhaegen
- Nonkel Marcel, de man van Clara: Clement Voet
- Rosse Rita: Annemarie Picard

### Terugkerende gastrollen
- Marianne(ke) Flour, dochter van Joe en Tinneke: Elise Collet, Laura Van Mileghem, D'Jo De Ridder, Kaat Vandenbergh, Shari Reynders
- Politieagent Frans: Stef Van Litsenborgh
- Buurvrouw van Joe en Tinneke: Griet De Wolf
- Dokter: Kaat Schwind
- Buurvrouw van Sander en Melanie: Pascale Michiels
- Notaris: Joris Van den Eynde
- Vriendinnen van Melanie: Chris Gils en Lisette Van Saet
- Pastoor: Paul Peeters
- Sophia, vrouw van facteur: Lea Witvrouwen

### Gastrollen

#### Seizoen 1
- Verhuizers: Jos Kennis en Tom De Schepper
- Vrouw die uit winkel de Spar komt: Tita Van Saet
- Aannemer Mortelmans: Jan Van Aken
- Fietser die Sander vervoert: Joris Plu
- Dokter: Gonda De Smet
- Agressieve vrouw die zebrapad oversteekt: Madeleine Snijders
- Netty Vercamme: Denise Daems
- Geïnteresseerde huurders oud huis: Etienne Rymen en Riet Ramakers
- Ria: Assunta Geens
- Alice: Lieve Cornelis
- Lotte: Elke Roels
- Gasten op huwelijk: Fernand Lens, Jef De Beuckeleer, Philippe Beullens en Sophie Arras
- BOB'ers: J-P Van Steerteghem en Ronald Steffen
- Waarzegster: Josée Van den Broeck
- Verkoper op rommelmarkt: Stef van der Streeck
- Leverancier piano: Firmin Troukens
- Vrouw door Rik betaald om halfnaakt bij Sander en Cesar in een tent te kruipen: Linda Vanhemelen
- Vrienden van Rik (Staf & Louis): Pieter Van De Putte en Peter Heyvaert
- Luc Steeno (speelt zichzelf): Luc Steeno
- Verliefde weduwe: Grete Boone
- Gasten (+ ober) in restaurant: Erwn Vlerick, Roger Schepers en Tim Moreels
- Kraanbestuurder: Jan De Proost
- Frans (klant met schulden bij Sander): Karel Marteau
- Vrouw van Frans: Kristel Zenner
- Zoon van Frans: Stijn Van Litsenborgh
- Dokter: Sonja Vink
- Collega Joe: Wouter Bruneel
- Receptioniste rusthuis: Diane Belloy
- Restauranteigenaar: Luciano
- Rechercheurs: Hans De Weirdt en Theo Goos
- Agressieve autoparkeerder: Patrick Vyvey
- Marie-Claire: Arlette Sterckx

#### Seizoen 2
- Gijzelnemers: Walter De Groote en Jos Aernouts
- Jean-Claude: Paul Moons
- Suzanne: Nicole Vandenhove
- Ober: Eddy Beckers
- Lisa: Annelies De Wolf
- Vader van Lisa: Emma Vivijs
- Moeder van Lisa: Jos Geens
- Kledingsverkoopster: Maya Moreel
- Agenten: Fons Weuts en Alex Van Dessel
- Autoverkoper: Michel Bleys
- Jules, een maat van de facteur: Leo Van Tilborgh
- Deurwaarder: Guido Maeremans
- Apotheker: Marc Thijs
- Leverancier ontbijt aan bed: Hans Raeves
- Gasten (waaronder directrice) in rusthuis: Kris Devriese en Frieda De Pillecyn
- Opnemer watermeter: Willy Cuinen
- Bankovervaller en stalker: Raymond Nulens
- Verpleegster: Marie-Louise Uyttendaele
- Chantal: Ruth Verhelst
- Viviane: Tylaine Van den Broeck
- Arbeidsinspecteur: Frans Vercammen
- Meneer Willockx, baas van Tinneke: Mark De Knijf
- Pierre, de coiffeur: Nicolas Vander Biest
- Man die vissersvergunning nakijkt: Eddy Jacobs
- Gaste op demonstratie: Marceline Jacobs
- Sonia: Sonia Pelgrims
- Kinderen van Sonia: Jorien De Cloedt, Laura De Cloedt en Marijn De Cloedt
- Huurders: Tina Frans en Philip Vandenbussche
- Man die reclamepaneel verzekeringen Slisse omver rijdt: Eric Bastiaen
- Politieagent: Hubert Nys
- Lid fanfare: Jan Croon
- Fanfare: KF De Eendracht Kampenhout
- Rijkswachters: Gaston Cuyckx en Johan Peeters
- Fons, een ezel: Désiré
- Rudy, postbode die de facteur opleidt: Johan Van Mechelen
- Erna: Monique Truyens
- Stanske: Blanca Wienen
- Vrouwelijke postbode die eenmalig langs komt: Esmeralda Schadron
- Staf, postsorteerder: Patrick Dierckx

#### Seizoen 3
- Van Der Kerken: Roger De Paepe
- 2 fietssters met platte band: Ans Vroom en Sophie Cuylits
- Gastrollen afl. opendeur: Marina Jacob, Erna Cultiaux en Luc Bultynck
- Tweeling Cin en Sam: Ilse Truyens en Inge Truyens
- Vriendenclub van de coiffeur: Monique Decleir, Martine Van Rossem en Rita Deneve
- Naaister Paulientje: Paula Keyser
- Koppel in warenhuis: Veerle Apers en Theo Beeldens
- Hoofdinspecteur verzekeringen: Paul Claessens
- Klant van Sander: Mariette Verley
- Gasten (waaronder psychiater en verpleegster) in wachtkamer: Nadia Poelmans, Fred Verhoeven, Karel Theys, Koen Geboers en Brigitte Rutten
- Vrouw met carnavalskostuum in bed: Martine De Bruyn
- Kamergenoot Sander in ziekenhuis: Eduard De Ruyscher
- Verpleegster: Fabienne Derwael
- Agressieve dief: Sjarel Branckaerts
- Verzekeringscontroleur: Theo Van Baarle
- Zaakvoerder boetiek: Simonne
- Stef, valse fotograaf: Gunther Lehaen
- Fotograaf: Didi Rumes
- Buurman van Sander en Melanie: Jacques Van Avermaet
- Gasten afl. uit de bol (o.a. een hoer): Irma Trinquet en Sandra Verhaeghe
- Butler: Peter Bux
- Jean-Marie Pfaff (speelt zichzelf): Jean-Marie Pfaff
- Carmen Seth (speelt zichzelf): Carmen Seth
- Bonny, achternicht van Valerie: Diana Daems
- Koos, vader van Bonny: Kees Jongeneelen
- Miep, moeder van Bonny: Corrie Buys
- Grondstaalnemer: Jan De Laet
- Rik Van Steenbergen (speelt zichzelf): Rik Van Steenbergen
- Opdienster: Ingrid Duchesne
- Jagers (+ boswachter en kaarter): Ludo Willems, Henri Kerkhofs, Luc Van Broeckhoven, Peter Riemenschneider en Jaak Broos
- Marceline (travestiet): Kim Van Oeteren
- Plakker: Jan Belloy
- Sally: Helga Demeyere
- Tante Julia: Yvonne Verbeeck
- Boer Vermeulen: Clem Van Gossum
- Boerin, vrouw van Vermeulen: Magda Van Camp
- Geit Elza (speelt zichzelf): Geit Elza
- Bekijkers oud huis: Erik De Pillecijn, Ludwig Kerkhofs en Koen De Kunst
- Rocco Granata (speelt zichzelf): Rocco Granata

## Afleveringen
Seizoen 1 (1996-1997)
1. De ontmoeting (dubbele aflevering)
2. Stoppen met roken
3. Gewond
4. De verloofde
5. De auto
6. Midlife crisis
7. De nieuwe meid
8. Dochter gezocht
9. De advertentie
10. Grote kuis
11. Het huwelijksfeest
12. Geld
13. Spoken
14. De waarzegster
15. Antiek
16. Rambo
17. Ontdek de ster
18. Het examen
19. Hypnotiseren
20. Schulden
21. Toneel
22. Babysitten
23. Promotie
24. De secretaresse
25. Video
26. De wedstrijd

Seizoen 2 (1997-1998)
1. De gijzeling
2. Valerie verliefd
3. Feest
4. Op stap
5. Goed verzekerd
6. De nieuwe auto
7. De schat
8. Beste klanten
9. De exodus
10. Vakantie
11. Viva holiday
12. Ontbijt aan bed
13. Animatie
14. Cesar vermist
15. Zwartwerk
16. Overspel
17. De demonstratie
18. Op vrijersvoeten
19. De erfenis
20. Reclame
21. De buurvrouw
22. Wijn proeven
23. De fanfare
24. De tombola
25. Vrienden
26. Moderne tijden

Seizoen 3 (1998-1999)
1. Bomalarm
2. Open deur
3. Als de kat van huis is...
4. De hoofdinspecteur
5. Depressief
6. Carnaval
7. De ideale partner
8. Moderne kunst
9. Zelfverdediging
10. Een maatje meer
11. Slechte communicatie
12. Uit de bol
13. De butler
14. Profiteren
15. Happy birthday
16. De brief
17. Louche zaken
18. Kerk of politiek
19. Volgende patient
20. Dansen
21. Liefde
22. De suikertante
23. Naar den bok
24. Het oude huis
25. Zilveren bruiloft
26. De pijp uit (laatste aflevering)

## Trivia
- Sommige afleveringen werden opgenomen met livepubliek.
- Aan het einde van iedere aflevering werden enkele bloopers uit de aflevering getoond.
- Walter Rits (Slisse) overleed op 25 december 2002 op 53-jarige leeftijd ten gevolge van een hersenbloeding.